# Coenagrion interrogatum
Coenagrion interrogatum là một loài chuồn chuồn kim trong họ Coenagrionidae.
Coenagrion interrogatum được Hagen in Selys miêu tả khoa học năm 1876.